# Telekes
Telekes község Vas vármegyében, a Vasvári járásban.

## Fekvése
Vas vármegye déli részén fekszik, Kemeneshát tájegységben, a Sárvíz-patak völgyében, a Győrvár-Gersekarát közti 7442-es út mentén. A környék városai közül Vasvár 14, Zalaegerszeg 20, Körmend pedig 24 kilométerre található. Mindhárom várossal közvetlen autóbuszjáratok kötik össze.

## Története
1255-ben Telcus néven említik először. Neve a magyar telek főnévből származik, mely eredetileg trágyázott földet jelentett.
1282-ben Thelekus, ekkor Telekes-i Herbord elzálogosítja Gulach-i 8 ma Káld)birtokait.1293-ban Telukus. 1388-ban Telekes-i rokonok birtokmegosztást végeznek, szent Miklós egyházára vezető út birtokhatár, Ludasbük erdő  és Csókaszőlő ültetvények vannak a faluban.(DL 38656). 1380-ban Telekes-i Margit és Erzsébet kijelentik, a leánynegyedet illetően Telekes-i Gergely fia György, Miklós fia Baso és Petheu fia János és Antal kiadták a járó hitbérét, jegyajándéka és leánynegyede után járó részt Telekes, Zenthjakabfalu, Kerekbodogazzonfalva és  Kysegerzeg birtokokon (DL 43072)      1408-ban Thelekes, 1454-ben Thelekws- on Gerse-i Petheu fivérek öröklik Basorethe-t (Baso rétjét) (DL 93251), 1475-ben Thelekews néven szerepel az írott forrásokban. A Telekesi és a Telekes-i családból eredő Baso, Bogár, Bedeuch, Győrffy, Petheu, Török, Zepethki családok birtoka volt a 17.szd. végéig. ,  (Szepetki, biki Basó, ollári Tompa) családé volt.
Vályi András szerint "TELEKES. Magyar falu Vas Várm. földes Urai több Uraságok, lakosai külömbfélék, fekszik Gerséhez közel, és annak filiája; határjában legelője, és fája van, de szántó földgye sovány, és szőlőhegye nints."

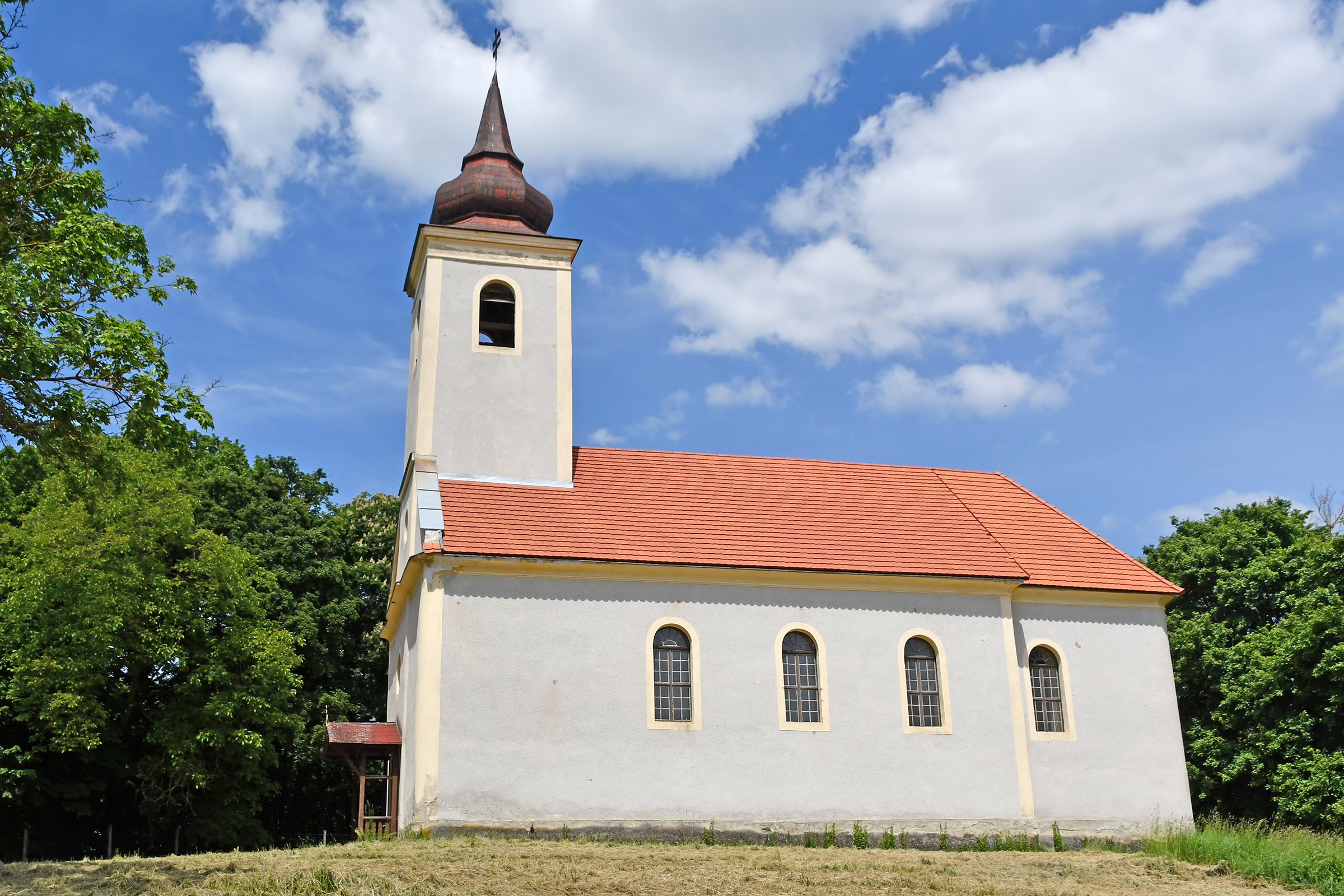
A felsőtelekesi templom

Fényes Elek szerint "Telekes, magyar falu, Vas vmegyében, közel Zala vgyéhez, 384 kath., 8 zsidó lak. Szép erdő, sok legelő. F. u. Ebergényi, Dereskey, s m. t. Ut. p. Vasvár."
Vas vármegye monográfiájában "Alsó-Telekes, 66 házzal és 542 magyar róm. kath. és ág. ev. lakossal. Postája Andrásfa, távírója Győrvár. Két kath. temploma van; az egyik 1700 körül épült, a másik 1800-ban. Földesurai a Delecskey – és Ebergényi -családok voltak."
A község Alsó- és Felsőtelekes részekből áll, melyek a 20. század elején egyesültek.
1910-ben Telekesnek 709 magyar lakosa volt. Vas vármegye Vasvári járásához tartozott.

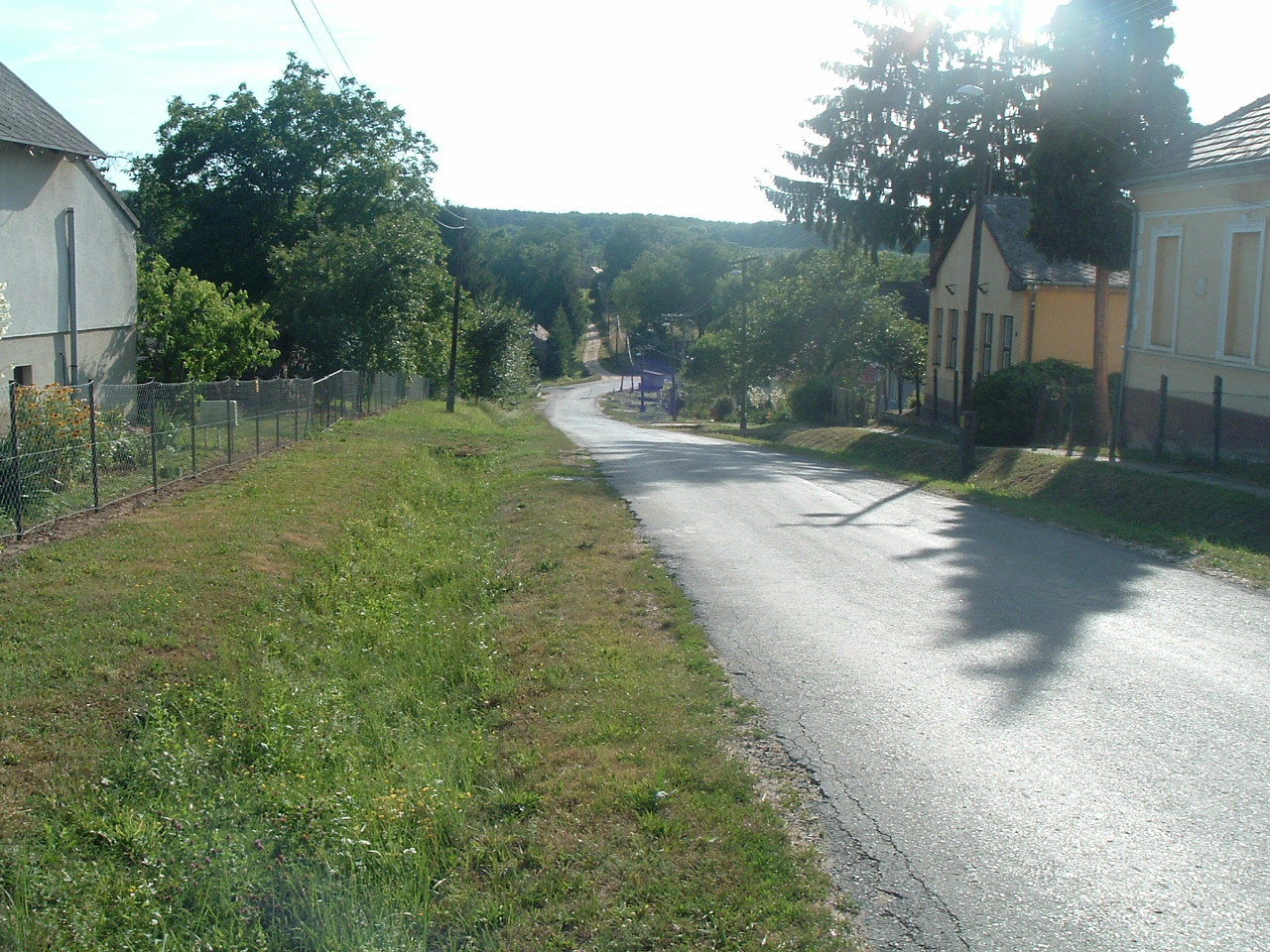
Alsótelekesi utcarészlet

## Közélete

### Polgármesterei
- 1990–1994: Id. Czövek László (független)[6]
- 1994–1998: Id. Czövek László (független)[7]
- 1998–2002: Nagy Gyula (FKgP)[8]
- 2002–2006: Id. Czövek László (független)[9]
- 2006–2010: Orbán László József (független)[10]
- 2010–2014: Orbán László József (független)[11]
- 2014–2019: Orbán László József (független)[12]
- 2019–2022: Orbán László (független)[13]
- 2022–2024: Kálmán István (független)[14]
- 2024– : Martinov Tamara (független)[1]

A településen 2022. június 26-án időközi polgármester-választást kellett tartani, mert a korábbi polgármester 2021. december 31-i hatállyal lemondott posztjáról; a választáson négy független jelölt indult.

## Népesség
A település népességének változása:
| Lakosok száma | 523  | 515  | 516  | 499  | 445  | 429  | 425  |
|               | 2013 | 2014 | 2015 | 2021 | 2022 | 2023 | 2024 |

A 2011-es népszámlálás során a lakosok 65,9%-a magyarnak, 0,4% cigánynak mondta magát (34,1% nem nyilatkozott; a kettős identitások miatt a végösszeg nagyobb lehet 100%-nál). A vallási megoszlás a következő volt: római katolikus 61,6%, református 0,6%, görögkatolikus 0,2%, felekezet nélküli 1,5% (36,2% nem nyilatkozott).
2022-ben a lakosság 96,2%-a vallotta magát magyarnak, 0,2% cigánynak, 0,7% egyéb, nem hazai nemzetiségűnek (3,8% nem nyilatkozott; a kettős identitások miatt a végösszeg nagyobb lehet 100%-nál). Vallásuk szerint 61,6% volt római katolikus, 1,8% református, 0,7% görög katolikus, 0,4% egyéb keresztény, 1,1% egyéb katolikus, 4,3% felekezeten kívüli (30,1% nem válaszolt).

## Nevezetességei
Két római katolikus temploma van. Az egyik 1700 körül, a másik 1800-ban épült. Az alsótelekesi a Szentháromságnak, a felsőtelekesi a Kisboldogasszonynak van szentelve. 1674-ben (UC 029-No. 001/221. oldal) "Templum uno cum Turni parientibus abscissus .. medias intr diurtas existat. Diuo Nicolao esso Sacratum honori." Temploma egy tornyos, romos állapotú, szent Miklós a védőszentje.

## Ismert személyek
- Itt élt és gazdálkodott családi birtokán báró Roszner Ervin fiumei kormányzó és a király személye körüli miniszter (aki itt is halt meg) és fia, vitéz báró Roszner István huszárszázados, országgyűlési képviselő.